# Hemidactylus gramineus
Hemidactylus gramineus — вид ящірок з родини геконових (Gekkonidae). Описаний у 2021 році.

## Поширення
Ендемік Демократичної Республіки Конго. Виявлений у заповіднику Бомбо-Лумене у провінції Кіншаса.

## Опис
Тіло завдовжки до 40 мм, не враховуючи хвоста.